# لاندا ذات‌الکرسی
لاندا ذات‌الکرسی یک ستاره است که در صورت فلکی ذات‌الکرسی قرار دارد.